# Michał Witosławski
Michał de Sielec Witosławski herbu Nieczuja (ur. ok. 23 września 1702 w Czukowie, pow. Bracław – zm. przed 22 marca 1769) – biskup rzymskokatolicki, biskup pomocniczy przemyski w latach 1768–69.
Święcenia kapłańskie przyjął w 1726. W 1768 został biskupem pomocniczym diecezji przemyskiej. Pochowany w podziemiach katedry przemyskiej.